# Tam Đồng, Nghệ An
Tam Đồng là một xã thuộc tỉnh Nghệ An, Việt Nam. Xã được hình thành trên cơ sở sáp nhập các xã Thanh Liên, Thanh Mỹ và Thanh Tiên của huyện Thanh Chương trong đợt Sáp nhập tỉnh thành Việt Nam 2025.

## Địa lý
Xã Tam Đồng có vị trí địa lý:
- Phía Đông giáp xã Đại Đồng;
- Phía Nam giáp xã Hoa Quân;
- Phía Tây giáp xã Hạnh Lâm và xã Sơn Lâm;
- Phía Bắc giáp xã Cát Ngạn.

Xã Tam Đồng có diện tích tự nhiên 53,38 km².

## Hành chính và tên gọi
Xã Tam Đồng được thành lập theo Nghị quyết số 1678/NQ-UBTVQH15 của Ủy ban Thường vụ Quốc hội Việt Nam, ban hành ngày 16 tháng 6 năm 2025. Theo đó, sắp xếp toàn bộ diện tích tự nhiên, quy mô dân số của các xã Thanh Liên, Thanh Mỹ và Thanh Tiên thuộc huyện Thanh Chương trước đây thành một xã mới có tên gọi là xã Tam Đồng.
Sau sắp xếp xã có diện tích tự nhiên: 53,38 km², quy mô dân số: 26.382 người.